# 国頭村営バス

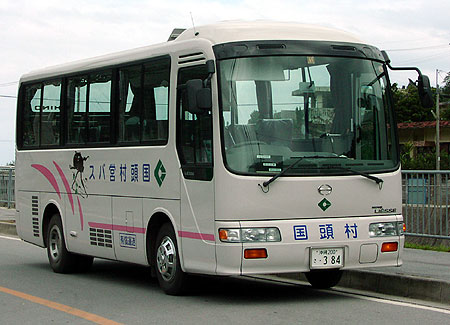
国頭村営バス

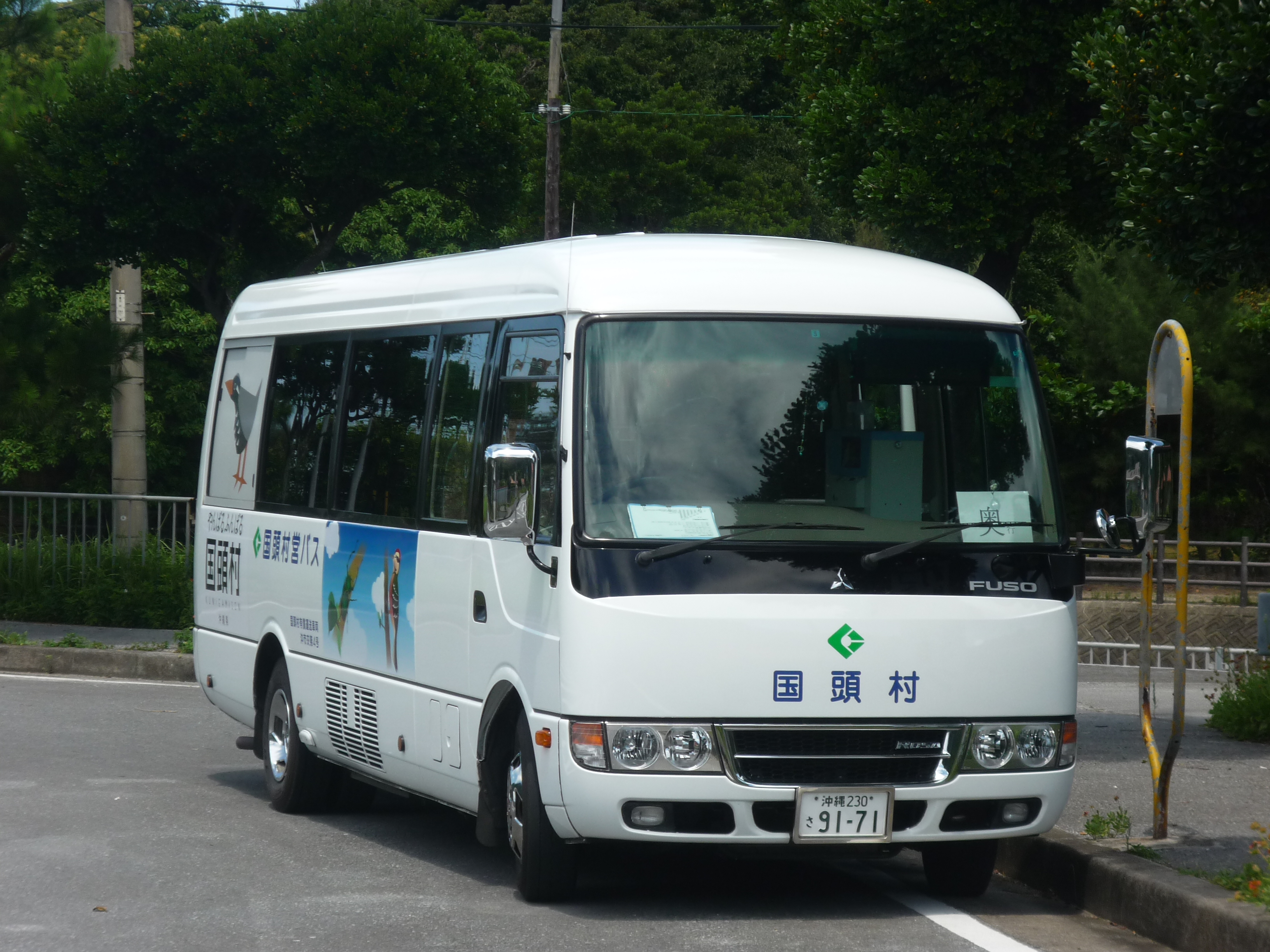
国頭村営バス（三菱ふそう車、2016年7月）

国頭村営バス（くにがみそんえいバス）は沖縄県国頭郡国頭村が国頭村有償バス運行規則（昭和57年3月4日規則第1号）に基づき運営する自治体バスである。本項目では、国頭村が村内で運営していたタクシー形態の有償運送事業についても併せて記述する。

## バス事業

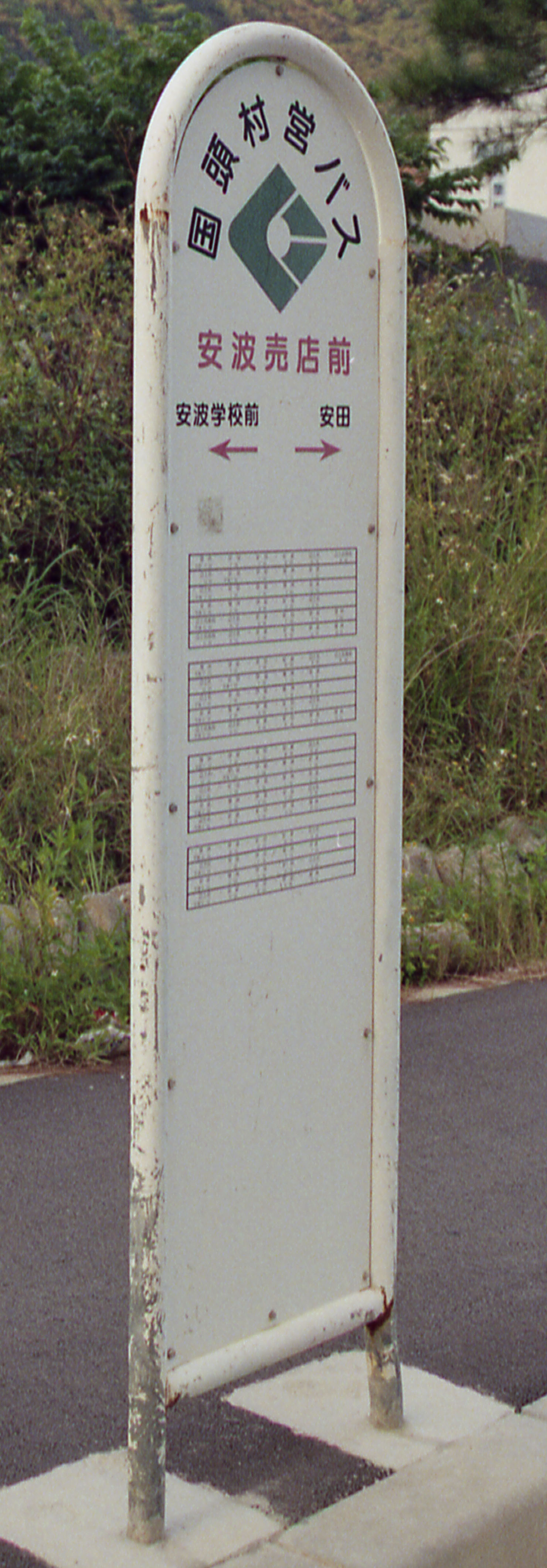
バス停（1998年当時）

国頭村域では道路の整備は全般的に遅れており、村中心部の辺土名から辺戸岬入口を経由して村北東部の奥までの間を結ぶ路線バス69番（奥線）は存在したものの、村内東側（以下「東海岸」と表記）は公共交通機関もない「陸の孤島」という状態であった。しかし、道路整備が進み、東海岸と辺土名を結ぶ道路が開通すると、集落ごとにマイクロバスを保有した上で路線バスと同様の運行が行なわれるようになった。これを1987年に当時の道路運送法第101条（平成18年法律第40号により改正された同法第78条第2項に相当）の「自家用自動車による有償輸送」を適用し、正式に村営バス東線としての運行が開始されたのが始まりである。
69番（奥線）については、その後も琉球バス・沖縄バス（1993年12月28日から共同運行開始）により運行されていたが、乗客減により2002年7月からは4往復に減便されていた。バス事業者からは廃線の話も出ていたものの、国庫からの補助金が交付されていたため運行は継続されていた。
しかし、補助制度が変更となり、路線バス奥線についても乗車密度が低いために国庫からの補助金が打ち切りとなった。県と村が運行経費の22.5%ずつを負担することで、しばらく運行は継続されたものの、2003年10月から翌2004年9月までの赤字額の合計は1140万円となり、このうち県の負担は380万円に過ぎず、残りは村が負担することになった。
一方、それまで村営バスで運行してきた東線では、年間の運行経費は400万円ほどであった。道路環境が厳しい上に沿線人口が少ない東線で400万円程度であれば、道路環境がさほど悪くない上に途中に集落も点在する奥線の運行経費は、路線バス奥線に支出している補助金の額よりは安くなると考えられた。
このような事情から、2004年10月1日から村営バス奥線としての運行が開始されることになった。
奥線の運行開始に伴い車両を増備し、車両のいっそうの有効活用を図るべく、辺土名と比地を結ぶ路線（比地線）を開設したが、2006年に廃止され、以降は2台のバスで2路線の運行を行なっている。

## 路線概説

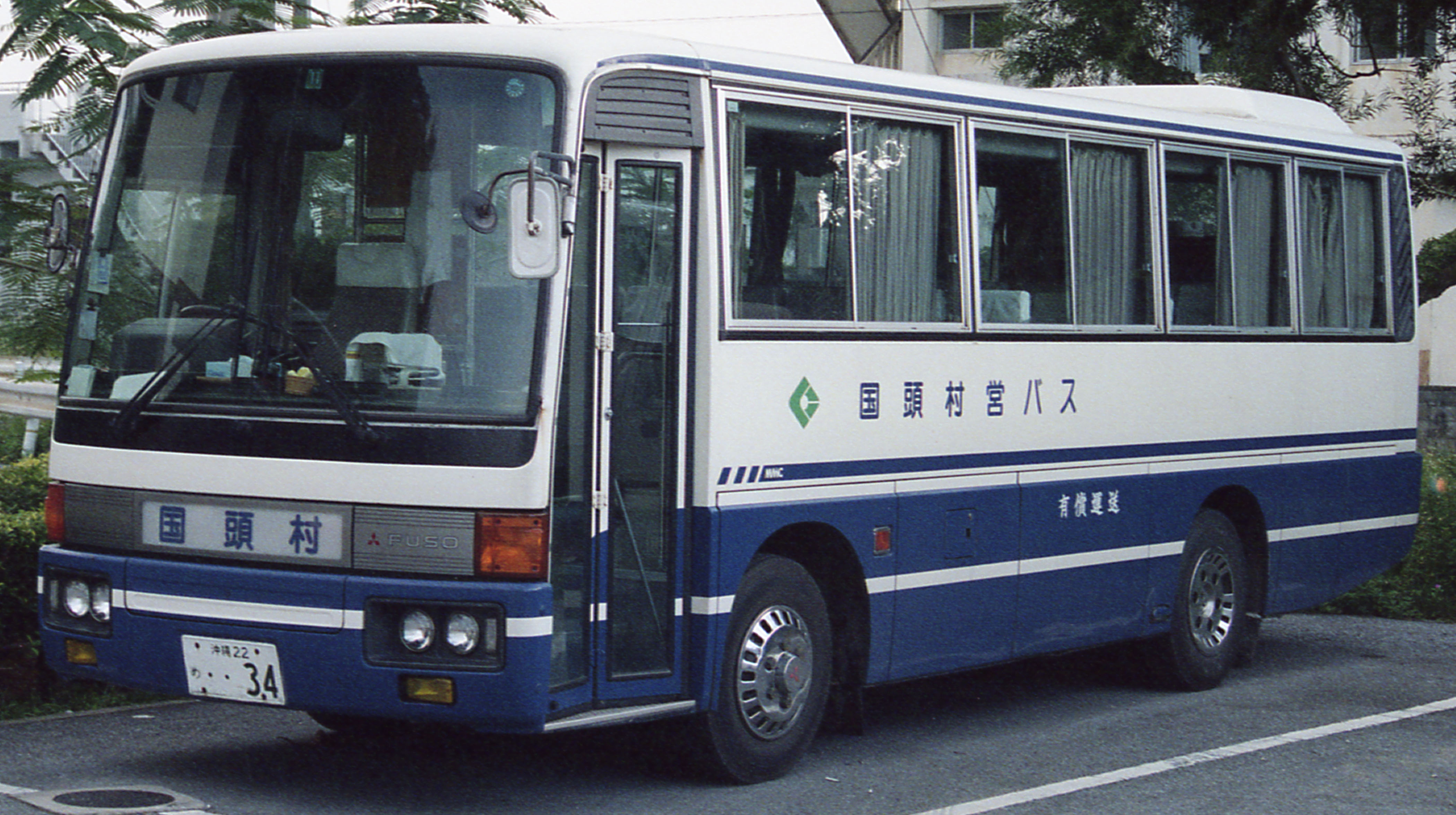
1998年当時の車両
※当時は東線のみ

国頭村中心部の国頭村役場前の辺土名バス停を起点とし、東海岸の各地区とを結ぶ東線と、西海岸部の国道58号沿線の各地区とを結ぶ奥線の2路線がある。辺土名バス停は沖縄バス・琉球バス交通共同運行の67番・辺土名線終点の辺土名バスターミナルとは場所が異なり、同ターミナルより一区間隣の琉球バス交通・沖縄バス辺土名バス停と同じ場所に位置する。辺土名バスターミナルで降車することも可能である。なお、運送区域としては国頭村内のほかに辺土名と大宜味村の辺土名高校の間が含まれているが、この区間は辺土名高校の通学者以外の利用はできない。
利用料金は区間により異なり、最小100円、最大750円。小学生、各種障害者手帳所持者とその介助者1名、運転履歴証明書所持者は半額。小学生未満と65歳以上は無料。2015年4月1日より、障がい者割引・運転免許自主返納者割引の導入と高齢者運賃無料化が行われた。一般向けの回数券・定期券はない。辺土名高校の通学利用者に限り、辺土名高校 - 各地間の定期券を発売する。
1月1日・2日は全線運休となる。
なお、2018年5月7日より10月末までの予定で両線とも通学時間帯の上下1本ずつを除きデマンドバスによる実証運行に置き換えられる。東線の楚洲 - 奥間及びやんばる学びの森経由はデマンドバスのみの運行となる。デマンドバスはそれぞれ4本ずつ設定され、奥線は比地大滝発着も設定される。その後同内容で2019年3月末まで実証運行期間を延長、さらに同年5月6日まで実証運行時のままの本数で運行され、5月7日より東線・奥線ともに定時運行2往復、デマンドバス2本の設定で運行されることになった。

### 東線
県道2号・県道70号経由で東海岸の各地区と辺土名を結ぶ路線。もともと路線バスが通らない東海岸の安波・安田両区で運行していたバスが1987年に村営バスとして運行開始された。定時運行は1日2往復の運行で、朝に楚洲始発の上りが1本、昼間に楚洲発着が1往復、夕方に楚洲終着の下りが1本運行、デマンドバスが2往復設定される。
2015年4月1日から下り第1便と上り第2便がやんばる学びの森を経由し奥まで運行され、奥線と接続するようになったが、上記の通りデマンドバス運行開始後は楚洲 - 奥間はデマンドバスのみの運行対応となる。
- 辺土名 - 【やんばる学びの森】　-　安波　- 安田　-　伊部　- 楚洲 - 【奥】
  - ※やんばる学びの森経由、楚洲 - 奥間はデマンドバスのみ運行

### 奥線
主に国道58号を通り、国道58号の沖縄県内起点の奥地区と辺土名を結ぶ路線。2004年10月より、琉球バス・沖縄バスによって運行されていた69番（奥線）を引き継いで運行が開始された。69番との違いは、運行区間の途中で国道58号をいったん外れ、与那・辺野喜・辺戸各地区の集落内と辺戸岬を経由するようになったことである。
1日2往復の運行。朝に奥発の上りが1本、昼前から夕方にかけて1.5往復運行、デマンドバスが2往復設定される。
2015年4月1日から、3往復の運行のうち下り第1便と上り第2便が楚洲まで延長され、下り第1便は楚洲で東線と接続するようになったが、利用者が少なく日常的な利用者がいないため1年間で中止され、2016年4月1日より全便が奥発着に戻った。
- 辺土名 - 宇良 - 伊地 - 与那 - 謝敷 - 佐手 - 辺野喜 - 宇嘉 - 宜名真 - 北国小学校 - 辺戸岬（辺戸岬園地）- 辺戸　- 奥

### 比地線
2004年10月に、もともと公共交通のなかった比地・桃原地区への路線として運行開始。2006年4月いっぱいで廃止された。2018年5月より、デマンドバスによる運行対応が行われている。
- 辺土名 - 道の駅ゆいゆい国頭 - 奥間ビーチ - 比地大滝

## 車両
マイクロバスの21人乗り・22人乗り各1台を使用する。

## タクシー事業
国頭村内では、民間タクシー事業者の廃業に伴い、村内でタクシーを利用するのにも村外のタクシー事業者の車を呼び出さねばならなくなったことから、村営バス路線のない地域やバス運行時間帯以外の時間は自家用車への依存が高まることとなった。夜間の酒食を伴う会合の後等に飲酒運転を誘発する一因ともなっていたことから、夜間の移動手段を確保するため、村が自家用車両による有償運送事業としてタクシー形態の運行を開始した。
事業区域は国頭村内一円で、運行時間帯は午後8時から午前4時までの限定としており、電話又は無線による配車での利用であった。
車両としては国頭村所有のセダンタイプの乗用車3台（トヨタ・カローラ、ビスタ、日産・ブルーバード（いずれも1990年代中頃の年式）各1台）を使用している。
なお、沖縄総合事務局運輸部が毎年発行している『業務概況』に掲載されている「自家用自動車有償運送登録・許可一覧表」では、平成19年版（2007年3月末現在）までは国頭村内を運送区域とする乗車定員5人の車両3台が記載されているが、翌平成20年版（2008年3月末現在）ではこの3台の記載が消えているため、村営タクシー事業はこの間に消滅したことになる。また「国頭タクシー」というタクシー事業者が2007年12月21日より国頭村限定で許可を取得し、その後、営業開始している。

## 注記
1. ↑  国頭村有償バス運行規則
2. 1 2 3  バスラマ・インターナショナル89号 p35
3. 1 2 3  バスラマ・インターナショナル89号 p36
4. 1 2  業務概況 平成28年版 (PDF) 、沖縄総合事務局運輸部、p.35
5. 1 2  国頭村有償バスの使用料徴収条例
6. ↑  国頭村有償バスの使用料徴収条例施行規則
7. ↑  国頭村営バス路線及び利用料金の一部変更について (PDF)  - 国頭村、2015年3月27日
8. ↑  国頭村デマンドバス　実証実験について
9. ↑  国頭村へのアクセス（国頭村役場）
10. ↑  村営バス運行方法の変更のお知らせ（国頭村役場）
11. 1 2  “国頭バス 路線を延長”. 沖縄タイムス:  p. 20. (2015年5月12日)
12. 1 2  “国頭村営バス時刻表 平成27年4月1日～” (PDF).  国頭村. 2015年5月12日閲覧。
13. ↑  国頭村営バス路線の一部変更について - 国頭村、2016年3月29日
14. 1 2 3  ワーキングビークルズ29号 p55
15. ↑  業務概況 平成19年版 (PDF) 、沖縄総合事務局運輸部、p.46
16. ↑  業務概況 平成20年版 (PDF) 、沖縄総合事務局運輸部、p.48
17. ↑  業務概況 平成20年版、沖縄総合事務局運輸部、p.40